# Мереній-де-Сус
Мереній-де-Сус (рум. Merenii de Sus) — село у повіті Телеорман в Румунії. Входить до складу комуни Мерень.
Село розташоване на відстані 44 км на південний захід від Бухареста, 36 км на північний схід від Александрії, 144 км на схід від Крайови.

## Населення
За даними перепису населення 2002 року у селі проживали 1357 осіб, усі — румуни. Усі жителі села рідною мовою назвали румунську.